# Plamen Getov
Plamen Tsvetanov Getov (Sungurlare, 4 de março de 1959) é um ex-futebolista profissional búlgaro, que atuava como atacante.

## Carreira
Plamen Getov fez parte do elenco da Seleção Búlgara de Futebol da Copa do Mundo de 1986 